# Dyskografia Trubadurów
Dyskografia Trubadurów – całokształt działalności muzycznej polskiego zespołu wokalno-instrumentalnego i bigbitowego Trubadurzy. Pierwszy album – Krajobrazy – grupa muzyczna wydała w 1968 roku. Nagrania zespołu ukazywały się głównie nakładem Pronitu i Polskich Nagrań Muza. 
| Rok  | Tytuł                                                                | Wydawnictwo             | Uwagi                                                    |
| ---- | -------------------------------------------------------------------- | ----------------------- | -------------------------------------------------------- |
| 1968 | Krajobrazy                                                           | Pronit                  | złota płyta                                              |
| 1969 | Ej, sobótka sobótka                                                  | Pronit                  | złota płyta                                              |
| 1970 | Kochana                                                              | Pronit                  | złota płyta                                              |
| 1971 | Zaufaj sercu                                                         | Pronit                  | złota płyta                                              |
| 1973 | Będziesz ty                                                          | Pronit                  | złota płyta                                              |
| 1976 | Znowu razem                                                          | Pronit                  | złota płyta                                              |
| 1986 | Przeboje                                                             | Pronit                  |                                                          |
| 1991 | Popołudnie z młodością: Trubadurzy                                   | Alcom                   |                                                          |
| 1994 | Złote przeboje – Znamy się tylko z widzenia                          | Agencja Artystyczna MTJ |                                                          |
| 1997 | Trubadurzy śpiewają piosenki S. Kowalewskiego                        | Polskie Nagrania Muza   |                                                          |
| 1998 | Znamy się tylko z widzenia – Złote przeboje                          | Polskie Nagrania Muza   | złota płyta                                              |
| 1998 | Zagrajmy rock & rolla jeszcze raz                                    | Koart                   |                                                          |
| 1998 | Kochana                                                              | Polskie Nagrania Muza   |                                                          |
| 1998 | Będziesz ty                                                          | Polskie Nagrania Muza   | reedycja z 1973                                          |
| 1998 | Moje rodzinne miasteczko – Trubadurzy śpiewają piosenki M. Lichtmana | Polskie Nagrania Muza   |                                                          |
| 1999 | Trubadurzy – Złote Przeboje                                          | Polskie Nagrania Muza   |                                                          |
| 1999 | Trubadurzy śpiewają piosenki Mariana Lichtmana                       | Polskie Nagrania Muza   |                                                          |
| 1999 | Platynowa kolekcja: Trubadurzy – Złote przeboje                      | Point Music             |                                                          |
| 2000 | Krajobrazy...plus...Ej, Sobótka, Sobótka                             | Yesterday               |                                                          |
| 2000 | Kochana...plus...Zaufaj sercu                                        | Polskie Nagrania Muza   |                                                          |
| 2002 | Cóż wiemy o miłości                                                  | EMI Music Poland        |                                                          |
| 2005 | 45 RPM: Kolekcja singli i czwórek                                    | Polskie Nagrania Muza   |                                                          |
| 2005 | Gwiazdozbiór muzyki rozrywkowej                                      | Polskie Nagrania Muza   |                                                          |
| 2005 | Polskę trzeba zLepperować                                            | ZAiKS                   |                                                          |
| 2006 | The Best – Cóż wiemy o miłości                                       | Agencja Artystyczna MTJ |                                                          |
| 2008 | ŁKS to drużyna nasza jest                                            | ZAiKS                   | płyta wydana z okazji 100-lecia istnienia klubu ŁKS Łódź |
| 2008 | Imieniny                                                             | Agencja Artystyczna MTJ |                                                          |
| 2011 | Uśmiechajcie się dziewczęta                                          | Polskie Nagrania Muza   |                                                          |
| 2003 | Zakochali się Trubadurzy                                             | Polskie Nagrania Muza   |                                                          |